# مرگ سالوادور آلنده

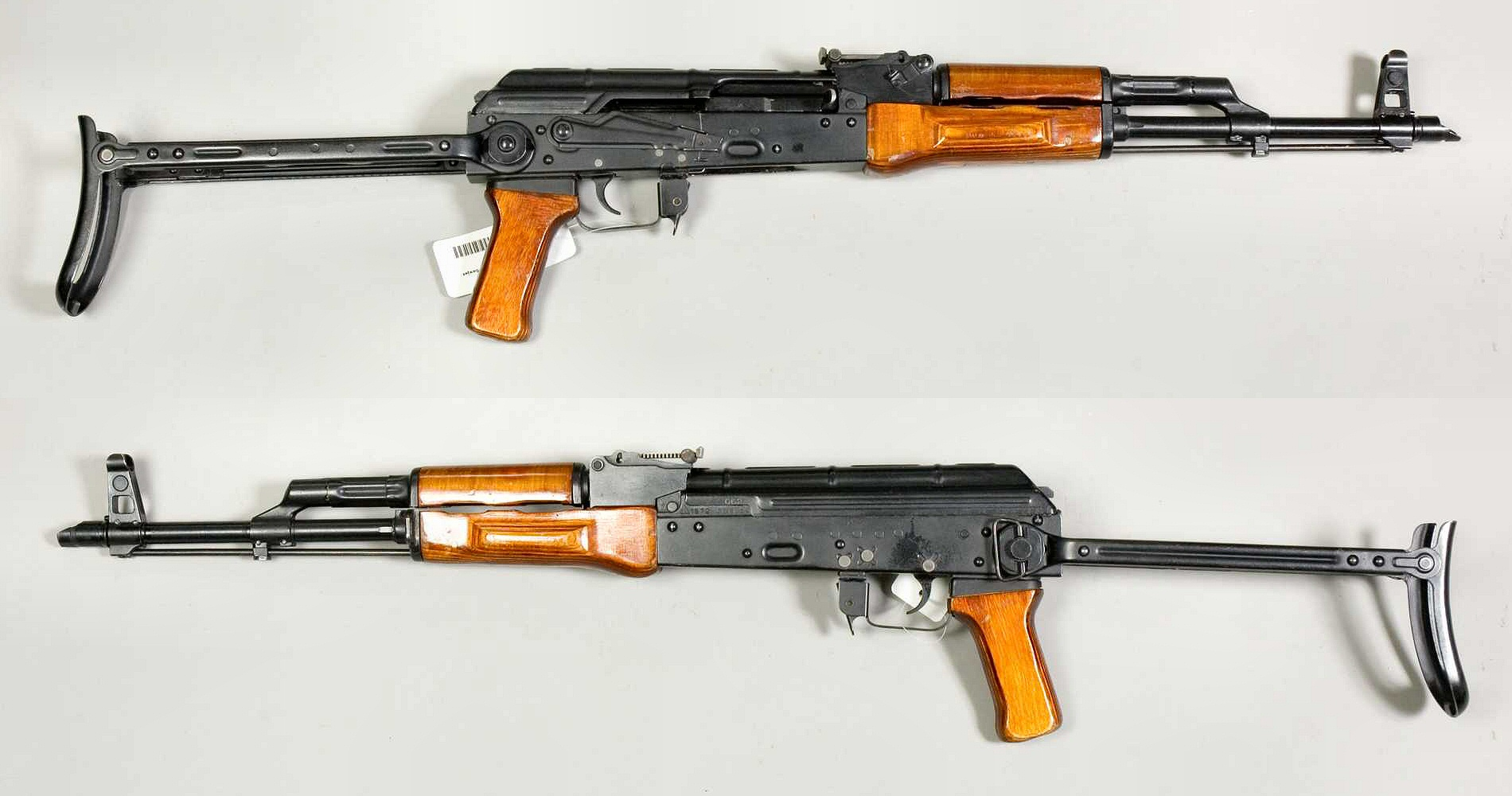
اسلحه آکاام شوروی، مشابه اسلحه ای که آلنده با آن دست به خودکشی زد.

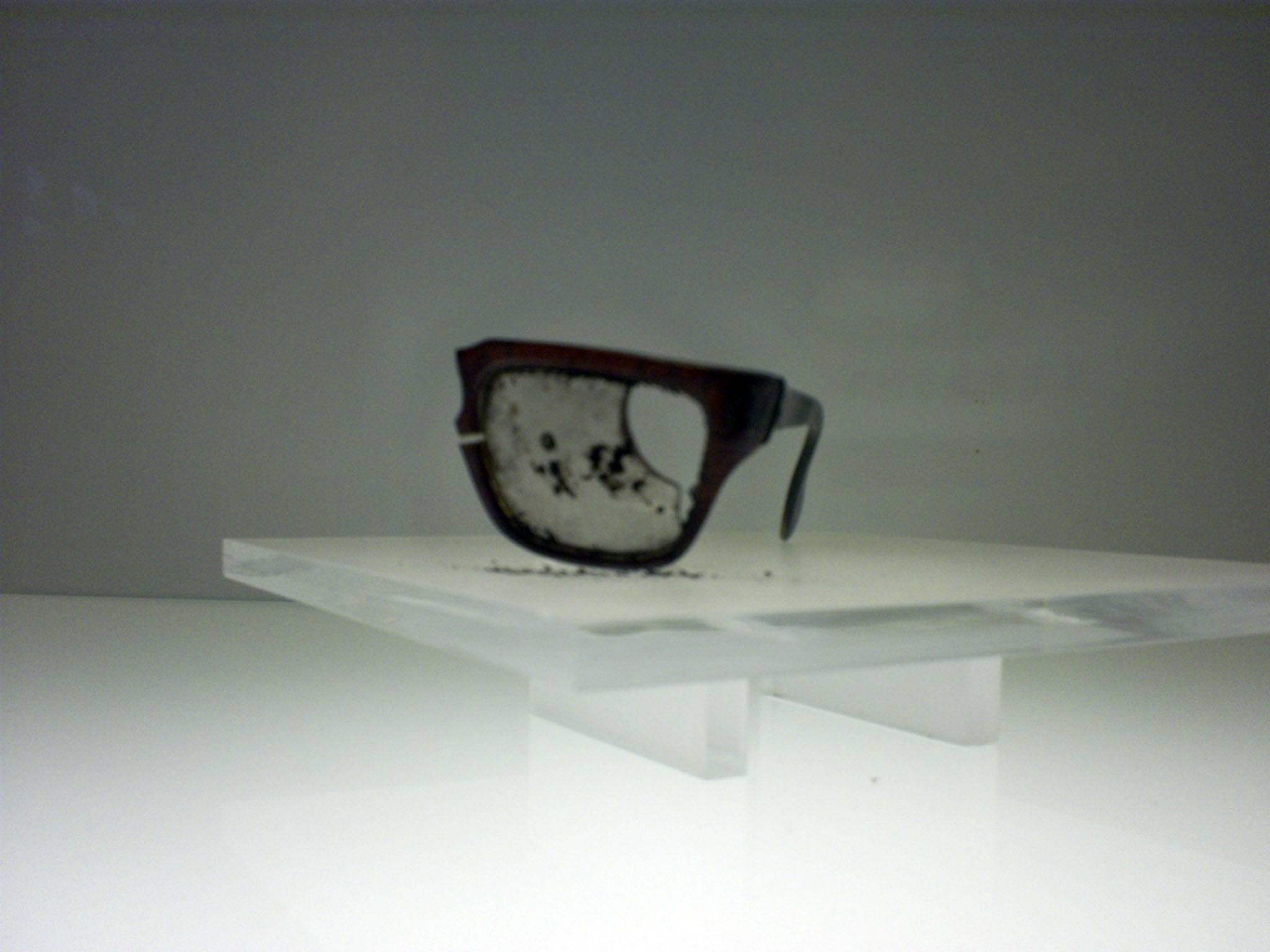
عینک آلنده که بعد از مرگش در کاخ لا موندا پیدا شد.

مرگ سالوادور آلنده، در روز ۱۱ سپتامبر ۱۹۷۳ سالوادور آلنده رئیس‌جمهور شیلی بر اثر جراحت شلیک گلوله، در هنگام کودتا به رهبری آگوستو پینوشه فرمانده کل ارتش شیلی جان سپرد. بعد از چند دهه تردید در مورد اینکه آلنده ممکن است توسط نیروهای مسلح شیلی مورد سوءقصد قرار گرفته باشد، دادگاه شیلی در سال ۲۰۱۱، اجازه نبش قبر و کالبدشکافی جسد آلنده را صادر کرد. تیمی از کارشناسان بین‌المللی، جسد را بررسی کردند و به این نتیجه رسیدند که آلنده با یک اسلحه کلاشینکف به خود شلیک کرده است. در ماه دسامبر ۲۰۱۱، قاضی مسئول این پرونده، نتایج بررسی کارشناسان را تأیید کرد و حکم صادر کرد که مرگ آلنده به علت خودکشی بوده است. در روز ۱۱ سپتامبر ۲۰۱۲، سی و نهمین سالگرد مرگ آلنده، دادگاه تجدید نظر به اتفاق آراء رأی صادر شده توسط دادگاه بدوی را تأیید کرد و پرونده به‌طور رسمی مختومه اعلام گردید.
ایزابل آلنده، دختر السالوادور آلنده و عضو سابق مجلس سنای شیلی اظهار کرد که خانواده آلنده از چند مدت قبل پذیرفته‌اند که رئیس‌جمهور سابق به خود شلیک کرده است. او طی مصاحبه ای با بی‌بی‌سی اعلام کرد «نتیجه گزارش‌ها با چیزی که ما از قبل به آن باور داشتیم مطابقت دارد. هنگامی که رئیس‌جمهور سابق با موقعیت بسیار سختی مواجه شد، تصمیم گرفت به جای حقارت به زندگی خود خاتمه دهد.»